# Asuka Cambridge
Asuka Cambridge (ケンブリッジ 飛鳥 Kenburijji Asuka?, Spanish Town, Jamaica; 31 de mayo de 1993) es un atleta japonés nacido en Jamaica, especialista en pruebas de velocidad, subcampeón olímpico en Río 2016 y medallista de bronce mundial en 2017 en relevo 4 x 100 metros.
Su padre es de Jamaica y su madre es de Japón.

## Carrera deportiva
En los JJ. OO. de Río 2016 gana la plata en relevo 4 × 100 m, por detrás del equipo jamaicano y por delante del canadiense.
En el Mundial de Londres 2017 gana la medalla de plata en relevo 4 × 100 m, con un tiempo de 38.04 segundos, por detrás del equipo británico y el estadounidense, siendo sus compañeros de equipo: Shota Iizuka, Yoshihide Kiryu, Kenji Fujimitsu y Shuhei Tada.